# 黃澍 (崇禎進士)
黄澍，字仲霖，號次公，直隸徽州府休寧縣龍灣人，浙江杭州府錢塘縣籍，明末清初政治人物。

## 生平
崇禎九年（1636年）丙子科浙江鄉試第五名舉人，崇禎十年（1637年）聯捷丁丑科進士。禮部觀政，本年六月授江西撫州府推官，未任丁内艰归。十三年起補河南開封府推官，十五年李自成围困開封，黄澍將河堤掘开，淹灌開封城。崇祯皇帝召見，問開渠者是誰，他則推到流寇身上。欽授江西道御史，十六年巡按湖廣，未到任，就中途回朝，想要觊觎開府。弘光時借手中左良玉的書信攻击馬士英，一句一涙，使其跪在階下羞愧欲死。後被免官，害怕被报复，躲于左良玉軍中，良玉死後，鼓动左夢庚攻击南京。弘光朝廷灭亡後，随左夢庚降清，十二月被授任江西布政使司参议兼佥事、分巡九江道，三年六月改任湖广布政使司参议、提调湖南学政。六年五月官至福建兴泉道副使，九年十一月在巡抚张学圣带领下，乘鄭成功外出，偷袭其厦门老巢，掠夺财物，被左都御史房可壮、浙闽总督刘清泰等參奏，十年二月俱被革职，被逮入京讯问。
作文有奇氣，落筆千言，岀入秦漢，不假思索。

## 家族
曾祖黄道；祖父黄晨，儒官；父黄成德，礼部儒士。